# Ixeris strigosa
Ixeris strigosa là một loài thực vật có hoa trong họ Cúc. Loài này được (Lév. & Vaniot) J.H. Pak & Kawano mô tả khoa học đầu tiên năm 1992.